# Valmiki

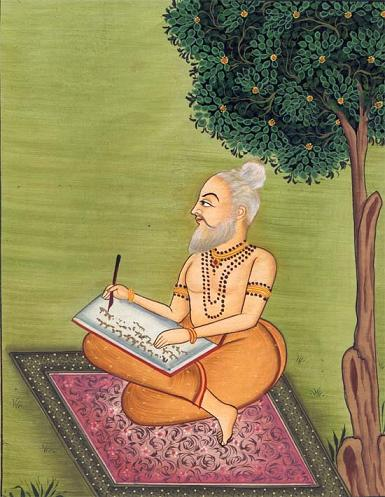
Valmiki skriver på Ramayana.

Valmiki (sanskrit: वाल्मिकी, vālmikī) är enligt hinduismen och den hinduiska mytologin namnet på en känd rishi (hinduiskt helgon) som ska ha levt för omkring 3 000 år sedan. Traditionen säger att Valmiki skrev Ramayana vilket är ett av de två mest kända hinduiska episka verken, det andra är Mahabharata.

## Ungdomsåren
Uttara Khanda berättar om Valmikis tidiga liv som en rånare utan namn som efter att han rånat också brukade döda offren. En gång föresökte han att råna helgonet Narada. Narada frågade honom om hans familj sklle dela den synd han ådrog sig genom rånet. Rånaren svarade positivt, men Narada sade att han skulle konfirmera detta med sin familj. Rånaren frågade sin familj, men ingen gick med på att dela bördan av synden. Rånaren förstod då slutligen livets sanning och bad Narada om förlåtelse. Narada lärde också rånaren att helga Gud. Rånaren mediterade därefter i många år.

## Eftermäle
Nedslagskratern Valmiki på planeten Merkurius är uppkallad efter honom.